# قرار مجلس الأمن التابع للأمم المتحدة رقم 438
قرار مجلس الأمن التابع للأمم المتحدة رقم 438، الذي اعتمد في 23 أكتوبر 1978، بعد أن أكد من جديد القرارات السابقة، نظر في تقرير الأمين العام بشأن قوة الأمم المتحدة للطوارئ وأحاط علمًا بالمناقشات التي أجراها الأمين العام مع جميع الأطراف المعنية في الحالة في الشرق الأوسط.
وأعرب المجلس عن قلقه إزاء استمرار التوتر في المنطقة وقرر ما يلي؛
(أ) تجديد ولاية قوة الأمم المتحدة لمراقبة فض الاشتباك لمدة سنة أخرى، حتى 24 يوليو 1979؛
(ب) أن يطلب إلى الأمين العام أن يقدم في نهاية هذه المدة تقريرًا عن التطورات في الوضع وعن الخطوات التي تم اتخاذها لتنفيذ قرار مجلس الأمن رقم 338 (1973)؛
(ج) دعوة جميع الأطراف إلى التنفيذ الفوري القرار 338 (1973).
واعتمد القرار بإغلبية 12 صوتًا مقابل لا شيء؛ وامتنعت تشيكوسلوفاكيا و‌الاتحاد السوفيتي عن التصويت. الصين لم تشارك في التصويت.